# Kazalište u 1983.
◄◄ | ◄ | 1980. | 1981. | 1982. | 1983.  | 1984. | 1985. | 1986. | ► | ►►
Arhitektura • Astronautika • Astronomija • Biologija • Film • Fotografija • Glazba • Kazalište • Kemija • Kiparstvo • Knjige • Književnost • Kršćanstvo • Meteorologija • Medicina • Planinarstvo • Politika • Pravo • Promet • Slikarstvo • Strip • Šport • Televizija • Znanost • Zrakoplovstvo • Željeznički promet
Kazalište u 1983.

## Hrvatska i u Hrvata

### Rođenja
- 1. ožujka – Stjepan Perić,  hrvatski kazališni, televizijski i filmski glumac

## Vanjske poveznice
|  | Zajednički poslužitelj ima još gradiva o temi Kazalište u 1983. |